# Tan Mengyi
Tan Mengyi (* 5. September 2002) ist eine chinesische Leichtathletin, die sich auf den Weitsprung spezialisiert hat.

## Sportliche Laufbahn
Erste internationale Erfahrungen sammelte Tan Mengyi im Jahr 2024, als sie bei den Hallenasienmeisterschaften in Teheran mit einer Weite von 6,50 m die Silbermedaille hinter ihrer Landsfrau Xiong Shiqi gewann.